# Veliko Svinjičko
Veliko Svinjičko – wieś w Chorwacji, w żupanii sisacko-moslawińskiej, w mieście Sisak. W 2011 roku liczyła 275 mieszkańców.